# Mistrzostwa ACC w Zapasach w 2010
Mistrzostwa Atlantic Coast Conference w zapasach rozgrywane były w Raleigh w dniu 6 marca 2010 roku.

## Wyniki

### Drużynowo
| Kolejność | Szkoła                       | Zespół      |
| --------- | ---------------------------- | ----------- |
| 1.        | University of Virginia       | Cavaliers   |
| 2.        | University of Maryland       | Terrapins   |
| 3.        | Virginia Tech                | Hokies      |
| 4.        | University of North Carolina | Tar Heels   |
| 5.        | Duke University              | Blue Devils |
| 6.        | North Carolina State         | Wolfpack    |

### Indywidualnie
| Waga   | Zawodnik       | Szkoła        |
| ------ | -------------- | ------------- |
| 125 lb | Jarrod Garnett | Virginia Tech |
| 133 lb | Steve Bell     | Maryland      |
| 141 lb | Alex Krom      | Maryland      |
| 149 lb | Brian Stephens | Virginia Tech |
| 157 lb | Jesse Dong     | Virginia Tech |
| 165 lb | Matt Epperly   | Virginia Tech |
| 174 lb | Chris Henrich  | Virginia      |
| 184 lb | Mike Salopek   | Virginia      |
| 197 lb | Hudson Taylor  | Maryland      |
| 285 lb | Konrad Dudziak | Duke          |